# منتخب اليونان تحت 19 سنة لكرة السلة للرجال
منتخب اليونان تحت 19 سنة لكرة السلة للرجال (باليونانية: Εθνική Νέων Ελλάδας)‏ هو ممثل اليونان الرسمي في المنافسات الدولية في كرة السلة تحت 19 سنة.